# Spanje op de Olympische Winterspelen 1936
Tijdens de Olympische Winterspelen van 1936, die in Garmisch-Partenkirchen (Duitsland) werden gehouden, nam Spanje voor de eerste keer deel.

## Deelnemers en resultaten

### Alpineskiën
| Olympiër                     | Discipline     | Resultaat | Prestatie                                           |
| ---------------------------- | -------------- | --------- | --------------------------------------------------- |
| Margot Moles de Pina         | combinatie (v) | dnf       | niet gefinisht afdaling: 10.52,4 slalom: 2.50,1+dns |
| Ernestine Baenza de Herreros | combinatie (v) | dnf       | niet gefinisht afdaling: 18.51,4 slalom: dns        |

### Langlaufen
| Olympiër                    | Discipline | Resultaat | Prestatie |
| --------------------------- | ---------- | --------- | --------- |
| Tomás Velasco Palomo        | 18 km (m)  | 62e       | 1:37.25   |
| Jesús Suárez Díaz Valgrande | 18 km (m)  | 63e       | 1:39.12   |
| José Oriol Canals Fariols   | 18 km (m)  | 65e       | 1:40.14   |
| Enrique Millán Alarcón      | 18 km (m)  | dnf       | opgave    |

Australië · België · Bulgarije · Canada · Duitsland · Estland · Finland · Frankrijk · Griekenland · Groot-Brittannië · Hongarije · Italië · Japan · Joegoslavië · Letland · Liechtenstein · Luxemburg · Nederland · Noorwegen · Oostenrijk · Polen · Roemenië · Spanje · Tsjecho-Slowakije · Turkije · Verenigde Staten · Zweden · Zwitserland